# トーケンズ
トーケンズ（The Tokens）は、アメリカ合衆国のボーカル・グループ。『ライオンは寝ている』のヒットで知られる。

## 略歴
エイブラハム・リンカーン高校の学生により1955年に「The Linc-Tones（リンク・トーンズ）」として結成される。創設メンバーはニール・セダカ、シンシア・ゾロティン、ハンク・メドレス、エディー・ラプキン。地元のダンス・イベント、パーティー、集会などで活動する。ゾロティンの母親の紹介でブリル・ビルディングで音楽出版社を営むジョゼフ・ハッピー・ゴーディと知り合い、オーディションを受けた際にプロデューサーのモーティ・クラフトによりセダカ&グリーンフィールドの自作曲4曲（『I Love My Baby』など）を録音する。その際にグループ名を「トーケンズ」に改名する。
ラプキンが喧嘩別れで脱退、セダカの同級生でファルセットが得意なジェイ・シーゲルが加入する。1956年初めに『I Love My Baby』がニューヨークのラジオで小ヒットする。この年、セダカは高校を卒業、ジュリアード音楽院に入学する。
1957年頃にセダカとゾロティンが脱退。2名を追加して「Darrell & the Oxfords」を結成、1959年に『Picture In My Wallet』を発売する。
1960年、メドレス、シーゲルとミッチ・マーゴ、フィル・マーゴ兄弟で新生トーケンズを結成する。
1961年、『Tonight I Love in Fell In Love』がビルボード15位、『ライオンは寝ている』が3週連続ビルボード1位を記録する。
1963年、レコードレーベル「B.T. Puppy Records」を設立する。プロデューサーとして関わったシフォンズのデビュー・シングル「いかした彼」はこの年、全米1位を記録した。
2004年、ボーカルグループ名誉殿堂に選定される。

## その他
1998年、メジャーリーグ全球場で国歌を歌唱し、ギネス世界記録に認定される。

## ディスコグラフィ

### アルバム
- 『ザ・ライオン・スリープス・トゥナイト』 - The Lion Sleeps Tonight (1961年)
- We the Tokens Sing Folk (1962年)
- Neil Sedaka and the Tokens (1963年) ※1958年録音コンピレーション
- Neil Sedaka and the Tokens and Coins (1963年) ※1958年録音コンピレーション
- 『ホイールズ』 - Wheels (1964年)
- 『アイ・ヒア・トランペッツ・ブロウ』 - I Hear Trumpets Blow (1966年)
- 『アゲイン』 - The Tokens Again (1966年) ※コンピレーション
- Back to Back (1967年)
- 『ハプニング・ワールド』 - It's a Happening World (1967年)
- Greatest Moments (In a Girl's Life) (1970年)
- 『ボス・サイズ・ナウ』 - Both Sides Now (1971年)
- December 5 (1971年)
- 『インターコース』 - InterCourse (1971年)
- Cross Country (1973年)
- 『朝までDoo Wopp～オールディーズ・マシンガン』 - Re-Doo-Wopp (1988年)
- 『ライオンは寝ている』 - Oldies Are Now (1993年)
- Tonight the Lion Dances (1996年)
- Unscrewed (1999年)